# Ben Shenkman
Benjamin Shenkman, född 26 september 1968 i New York, är en amerikansk skådespelare som verkar på teaterscen, film och TV. Han har blivit nominerad till en Tony Award, en Golden Globe, och en Emmy.

## Biografi
Ben Shenkman föddes i en judisk familj i New York City. Hans mor var assistent på en advokatbyrå och hans far var konsult. Han har examen i konst och drama.
Han började sin karriär i ett avsnitt av I lagens namn (1993) och med en liten roll i den Robert Redford regisserade Quiz Show (1994). Han började sen skådespela på en teater och fick då rollen som Louis Ironson i Tony Kushners pjäs Angels in America. En roll han skulle reprisera i HBO:s TV-version sju år senare. Rollen gav honom både en Emmy-nominering och en Golden Globe-nominering.
Innan dess hade han synts i en del off-Broadway teaterföreställningar och med mindre roller i större filmer som Eraser (1996), The Siege (1998), Pi (1998), och Requiem for a Dream (2000).
År 2000 var han även med i en uppsättning av pjäsen Proof där han spelade mot Mary-Louise Parker. Rollen gav honom en Tony-nominering.  Efter succéerna med Angels in America och Proof spelade han även i en uppsättning av Sight Unseen med Laura Linney 2004.
Shenkman fortsatte sedan sin karriär med att medverka i filmer som Matte söker husse (2005), Just Like Heaven (2005), Breakfast with Scot (2008) och den Helen Hunt regisserade Then She Found Me (2007). 2010 spelade han med Michael Douglas i Solitary Man och var med i den hyllade filmen Blue Valentine. Han var också med i återkommande roller i tv-serier som Grey's Anatomy (2009), Damages (2010), Drop Dead Diva (2011) och Royal Pains (2012). 2015 medverkade han i teaterföreställningen Fish in the Dark och spelade mot Larry David och Jason Alexander.
2016 fick han rollen som Ira Schirmer i Tv-serien Billions och var med till den slutade 2023. Han fick 2016 också en roll i HBO-serien The Night Of. 2020 syntes han i både Simma Lugnt, Larry och i den Oscarsnominerade filmen The Trial of the Chicago 7.

## Filmografi (i urval)

### Film
| År   | Titel                           | Roll              | Notering |
| ---- | ------------------------------- | ----------------- | -------- |
| 1994 | Quiz Show                       | Childress         |          |
| 1996 | Eraser                          | Reporter          |          |
| 1997 | Camp Stories                    | Yehudah           |          |
| 1998 | Pi                              | Lenny Meyer       |          |
| 1998 | The Siege                       | Howard Kaplan     |          |
| 1999 | Thick as Thieves                | Veterinär         |          |
| 1999 | 30 Days                         | Jordan Trainer    |          |
| 2000 | Joe Gould's Secret              | David             |          |
| 2000 | Requiem for a Dream             | Dr. Spencer       |          |
| 2000 | Chasing Sleep                   | Stewart           |          |
| 2002 | Roger Dodger                    | Donovan           |          |
| 2002 | People I Know                   | Radio annonsör    | Röstroll |
| 2004 | Waking Dreams                   | Charles           | Kortfilm |
| 2005 | Matte söker husse               | Charlie           |          |
| 2005 | Just Like Heaven                | Brett             |          |
| 2006 | Americanese                     | Steve             |          |
| 2007 | Then She Found Me               | Dr. Freddy Epner  |          |
| 2007 | Breakfast with Scot             | Sam               |          |
| 2009 | Solitary Man                    | Peter Hartofilias |          |
| 2010 | Blue Valentine                  | Dr. Sam Feinberg  |          |
| 2010 | Love Shack                      | Skip Blitzer      |          |
| 2011 | The Key Man                     | Martin            |          |
| 2013 | Breathe In                      | Sheldon           |          |
| 2013 | Concussion                      | Graham Bennet     |          |
| 2020 | The Trial of the Chicago 7      | Leonard Weinglass |          |
| 2022 | Forty Winks                     | Daryl Camacho     |          |
| 2024 | Christmas Eve in Miller's Point | Lenny             |          |

### TV
| År        | Titel                             | Roll                | Notering                          |
| --------- | --------------------------------- | ------------------- | --------------------------------- |
| 1993      | I lagens namn                     | Mark Ferris         | Avsnitt: "Born Bad"               |
| 1996      | Spanarna                          | Gabe Green          | Avsnitt: "Symphaty for the Devil" |
| 1999-2009 | I lagens namn                     | Nick Margolis       | 6 avsnitt                         |
| 2000      | Law & Order: Special Victims Unit | Max Knaack          | Avsnitt: "Chat Room"              |
| 2001      | Ed                                | Frank Carr          | 2 avsnitt                         |
| 2003      | Angels in America                 | Louis Ironson       |                                   |
| 2005      | Law & Order: Trial by Jury        | Irv Kressel         | 2 avsnitt                         |
| 2005      | Stella                            | Carl                | Avsnitt: "Meeting Girls"          |
| 2006      | Love Monkey                       | Scott               | 5 avsnitt                         |
| 2007      | Wainy Days                        | Clovie              | Webserie, Avsnitt: "My Turn"      |
| 2008      | Canterbury's Law                  | Russell Krauss      | 6 avsnitt                         |
| 2009      | Grey's Anatomy                    | Rob Harmon          | 3 avsnitt                         |
| 2009      | Private Practice                  | Rob Harmon          | Avsnitt: "Ex-Life"                |
| 2009      | Burn Notice                       | Tom Stricker        | 4 avsnitt                         |
| 2010      | Damages                           | Curtis Gates        | 11 avsnitt                        |
| 2011      | Lights Out                        | Mike Fumosa         | 5 avsnitt                         |
| 2011      | The Paul Reiser Show              | Jonathan            | 2 avsnitt                         |
| 2011      | Drop Dead Diva                    | Dr. Bill Kendall    | 5 avsnitt                         |
| 2012-2016 | Royal Pains                       | Dr. Jeremiah Sacani | 45 avsnitt                        |
| 2012      | Made in Jersey                    | Andrew Treaster     | Avsnitt: "Pilot"                  |
| 2016-2023 | Billions                          | Ira Schirmer        | 39 avsnitt                        |
| 2016      | The Night Of                      | Sgt. Klein          | 2 avsnitt                         |
| 2018-2019 | For the People                    | Roger Gunn          |                                   |
| 2020      | Simma lugnt, Larry!               | Roger Swindell      | 3 avsnitt                         |
| 2020      | FBI                               | Reynolds            | Avsnitt: "Liar's Poker"           |
| 2022      | The Good Fight                    | Ben-Baruch          | 3 avsnitt                         |